# Samuel de Maré
Johan Gustaf Samuel de Maré, född 12 april 1820 i Västervik, död 3 mars 1880 i Falu Kristine församling, Falun, var en svensk ämbetsman. Han var 1863–1880 den förste ofrälse landshövdingen i Kopparbergs län. Samuel de Maré tillhörde släkten de Maré. Han var bror till Anders Baltzar de Maré.

## Biografi
Samuel de Maré föddes 1820 i Västervik. Han var son till bergsrådet Jakob Gustaf de Maré och Maria Margareta Noréus. de Maré blev 27 oktober 1836 student vid Uppsala universitet och avlade 1839 juridisk filosofisk examen. Han blev 20 juni 1839 extra ordinarie kanslist i kammarexpeditionen och avlade 3 juni 1841 hovrättsexamen. de Maré blev 22 juni 1841 extra ordinarie kanslist i justitiefördelningen av Kungliga Majestäts kansli och 7 augusti samma år extra ordinarie notarie i Svea hovrätt. Han blev 8 oktober 1841 auskultant i rådsturätten och kämnersrätten i Stockholm, 10 januari samma år vice notarie därstädes och blev 15 januari 1847 extra ordinarie fiskal i hovrätten. de Maré blev  1847 vice auditör vid andra livgardet, 20 april 1850 kopist i justitierevisonsexpeditionen, notarie och kanslist i järnkontoret. Han var tillförordnad notarie i borgarståndet vid riksdagen 1850–1851 och blev 29 april 1852 biträdande polismästare i Stockholm. de maré blev 15 maj 1852 tillförordnad polismästare och var från 29 maj 1852 till 1855 ordinarie polismästare. Han utnämndes 18 december 1855 till RVO och blev 4 oktober 1855 underståthållare i Stockholm. Han utnämndes 3 maj 1861 till RNO och blev 13 november 1863 landshövding i Kopparbergs län. Utnämndes 1 december 1875 till KmstkNO och blev 1877 ordförande i kommittén för ordnandet av brännvinslagstigningen. de Maré avled 1880 i Falun.

### Familj
de Maré gifte sig 11 oktober 1858 i Stockholm med Augusta Matilda Ahlgren (1839–1898), dotter till kaptenen Julius Ahlgren och Augusta Fröberg. De fick tillsammans barnen Anna Matilda Gabriella  de Maré (född 1860) som var gift med kaptenen Otto Sixten Alfred Svensson, löjtnante Jacques Gustaf Baltzar de Maré (född 1861), juristen Sam de Maré (1864–1955), Baltzar Emil Leo de Maré (född 1865), läkaren Alfred de Maré (1869–1926), Maria Margareta Helena de Maré (född 1871) som var gift med medecine licentiaten Karl Henrik Mannheimer och affärsmannen Bror de Maré (1877–1950).